# Gaasperplas (metrostation)

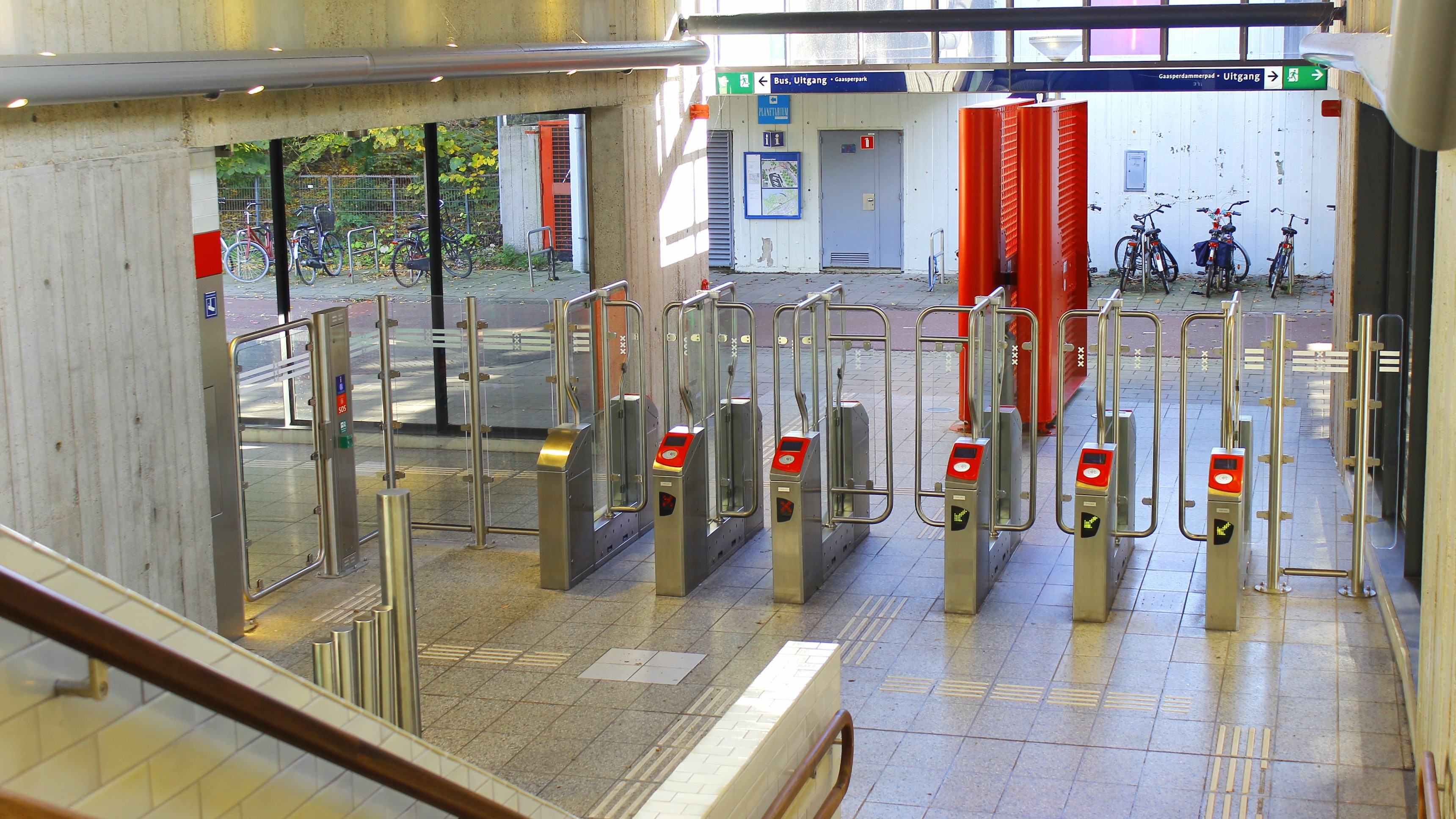
Ingang

Gaasperplas is een metro- en busstation van de in het stadsdeel Amsterdam-Zuidoost. Het bovengrondse metrostation opende op 14 oktober 1977 en maakt deel uit van Gaasperplaslijn 53, waarvan het station het zuidelijke eindpunt vormt. Gaasperplas is het rustigste metrostation van lijn 53 met een reizigersaantal van slechts 3000 per dag.
Ten oosten van het station bevindt zich een busstation, het huidige werd bij de opening van de Floriade 1982 in gebruik genomen. Hier halteren stadslijn 47, 49 en nachtlijn N85 (alle drie van het GVB). In de vroege ochtend vertrekt één rit elk van lijnen 200, 271 (niet in het weekend) en 300 van Connexxion vanaf dit station (één rit per lijn). Deze ritten vertrekken voordat de metro rijdt. Om tijdverlies door het ronden van het busstation te voorkomen vertrekt sinds 15 december 2024 GVB R-net-lijn 360 vanaf een nieuwe bushalte onder het metrostation langs de Langbroekdreef op loopafstand van het station.  
Zijn naam dankt het station aan de gelijknamige Gaasperplas, de nabijgelegen recreatieplas. Direct ten oosten van het station bevindt zich de toegang tot het rondom deze plas aangelegde Gaasperpark. Dit park was in 1982 de locatie van de Floriade 1982. Het voormalige Planetarium naast de entree van het park is tegenwoordig in gebruik als kantoorgebouw annex congrescentrum. Ten oosten van het busstation staat een hotel. De Gaasper Camping, een van de drie stadscampings in Amsterdam en nog een ander hotel liggen op loopafstand. Aan de zuidzijde bij de ingang van het park bevond zich tot 2023 een kleine horecagelegenheid. Aan de westzijde van het station ligt de buurt Nellestein, een onderdeel van de wijk Gaasperdam.
Op het perron en in de stationshal van Gaasperplas staan het kunstwerk Left Luggage, gekleurde sculpturen van baksteen in de vorm van tassen, koffers en andere bagagestukken. Dit kunstwerk is in 1978 vervaardigd door Antoine Mes.
Even voorbij het metrostation ligt een opstelterrein met zes sporen. Dit opstelterrein werd, in verband met de komst van het nieuwe M5-materieel, tussen 2013 en 2016 gefaseerd van 4 naar 6 sporen uitgebreid en vernieuwd. Aan de noordwestzijde werd de metrobaan van 1982 tot en met 2020 gekruist door het viaduct van de A9. Sinds eind 2020 kruist de metrobaan de Gaasperdammertunnel en is het viaduct over de metrosporen in de Gaasperdammerweg verdwenen.
Centraal Station (NS) ·
Nieuwmarkt ·
Waterlooplein ·
Weesperplein ·
Wibautstraat ·
Amstelstation (NS) ·
Spaklerweg ·
Van der Madeweg ·
Venserpolder ·
Station Diemen Zuid (NS) ·
Verrijn Stuartweg ·
Ganzenhoef ·
Kraaiennest ·
Gaasperplas